# 屏障主动防御系统
屏障主动防御系统（羅馬化：Zaslin，直译：「屏障」）是乌克兰生产的硬杀主动防御系统，由微技与其他军事设计组织合作开发。屏障可保护固定或移动目标防御发射各类导弹和炮弹（包括火箭推進榴彈、火箭推进榴弹、高爆反坦克弹）的反坦克武器的平射或俯射攻击，与现有的俄罗斯设计的画眉主动防御系统和竞技场主动防御系统不同，屏障可与炮塔区域的反应装甲共存（炮塔区域易受速度达1,200每秒（3,900英尺每秒）的反坦克炮弹的攻击）。

## 研发
最初，屏障主动防御系统中的俄罗斯产部件占比高达80%。随着2014年冬天俄罗斯-乌克兰战争的爆发，俄方零部件的供应停止了。开发商不得不从其他供应商那里寻找替代品，最终成功找到了美国的民用部件作为替代。新收发器模块的开发工作完成于2017年。
2017年军火与安全国际展览会期间，与土耳其阿瑟尔桑公司签署了向土耳其供应这种系统的第一份出口合同，将被用于装备萨布拉坦克。2018年5月，记者在阿瑟尔桑工厂注意到已安装主动防御系统的现代化M60坦克。
截至2018年3月底，屏障主动防御系统正处于在阿尔特姆工厂投入批量生产的最后阶段。当时，工厂正在调整技术路线。模块在微技完成电子设备的安装，并在阿尔特姆组装。

## 介绍
2014年之后，屏障系统进行了深度现代化改进。最终其技术特性得到改善。每套系统的模块数量增至六个（之前只能安装一个模块）。解决了多个模块被同时激活的问题。更新后的主动防御系统适用于坦克和轻型装甲车辆。减少了轻型装甲车适配型号的装药质量，以免破坏车体侧面。此外，改进后的雷达安装不会与其他定位器冲突。
屏障系统对利刃爆炸反应装甲和双刃爆炸反应装甲是有力的补充，能够协同拦截从各个方向攻击坦克的反坦克导弹和串联装药的炮弹。
每个运行模块包括一个雷达、对应的电子设备和两枚高爆弹药。两种带有冲击感应元件的弹药都固定在两个带有电力驱动器的可更换的自动伸缩杆上。在战斗待命模式下，其中一根杆伸出模块外部，另一根杆（备用杆）位于模块内部。
系统启动后会自动执行各组件的自检，伸出装有保护性弹药的杆，并打开雷达。系统的雷达连续发射半径为2-2.5m的电磁波，扫描坦克周围的空间。如果该区域出现攻击性破坏手段，则会对其进行识别，并发出引爆保护性弹药的命令，从而产生圆形碎片场和强大的冲击波。
在爆炸波和高速碎片流的影响下高爆弹药爆炸，几乎同时，对装甲穿透力降至安全水平。具有坚固金属外壳的投射物（APFSDS、HEAT）在弹药引爆后会改变运动轨迹，以不利的角度与主装甲相遇或转向飞离危险区域。具有薄外壳的反坦克武器（单发和串联反坦克榴弹，ATGM）将在弹片和爆炸波的影响下提前爆炸，不会到达攻击对象的主装甲或被爆炸冲击波推离危险区域。

## 特征对比
主动防御系统对比
|                            | 竞技场主动防御系统             | 画眉主动防御系统               | 屏障                                        |
| -------------------------- | ------------------------------ | ------------------------------ | ------------------------------------------- |
| 开发商                     | KB机械工业                     | KBP                            | 微技                                        |
| 安装对象                   | 主战坦克，IFV                  | 主战坦克，IFV                  | 主战坦克，IFV，APC                          |
| 质量[kg]                   | 1100                           | 1000                           | 50-130（单个模块质量，通常需安装3-6个模块） |
| 探测手段                   | 雷达                           | 雷达                           | 雷达                                        |
| 拦截的投射物类型           | ATGM，RPG                      | ATGM，RPG                      | ATGM，RPG，HEAT，APFSDS                     |
| 反制方式                   | 引爆保护性弹药时产生的侧向冲击 | 向来袭投射物方向引爆保护性弹药 | 引爆保护性弹药时产生的侧向冲击              |
| 可安装于轻型战车           | 否                             | 否                             | 是                                          |
| 隐蔽性                     | 无                             | 无                             | 有                                          |
| 系统本身易于被辨识         | +++                            | +                              | +                                           |
| 最大保护范围[水平方向，度] | ± 140                          | ± 40                           | 150                                         |
| 最大保护范围[垂直方向，度] | -6, +20                        | -6, +20                        | 150                                         |
| 反制来自上方的投射物       | 有限                           | 有限                           | 是                                          |
| 反应速度[秒]               | 0.07                           | -                              | 0.001-0.005                                 |
| 弹药数                     | 12                             | 8                              | 8（或按需）                                 |

## 衍生型
- 屏障——基本型。
- 屏障-L——简化版，特点是更有利的设计以及每个自主模块中仅安装一枚弹药。可安装至IFV和APC。出口型号的名称是虎头蜂（羅馬化：Shershen'，直译：「虎头蜂」）。[11]
- 普拉特AKS（[] 错误：{{Lang-xx}}：拉丁字母轉寫（帮助））——屏障-L的许可生产型号。根据双方在2017年秋季武器与安全-2017国际展览会上签订的协议，土耳其企业阿瑟尔桑将开始本土化生产屏障-L主动防御系统。[12][13]

## 使用方

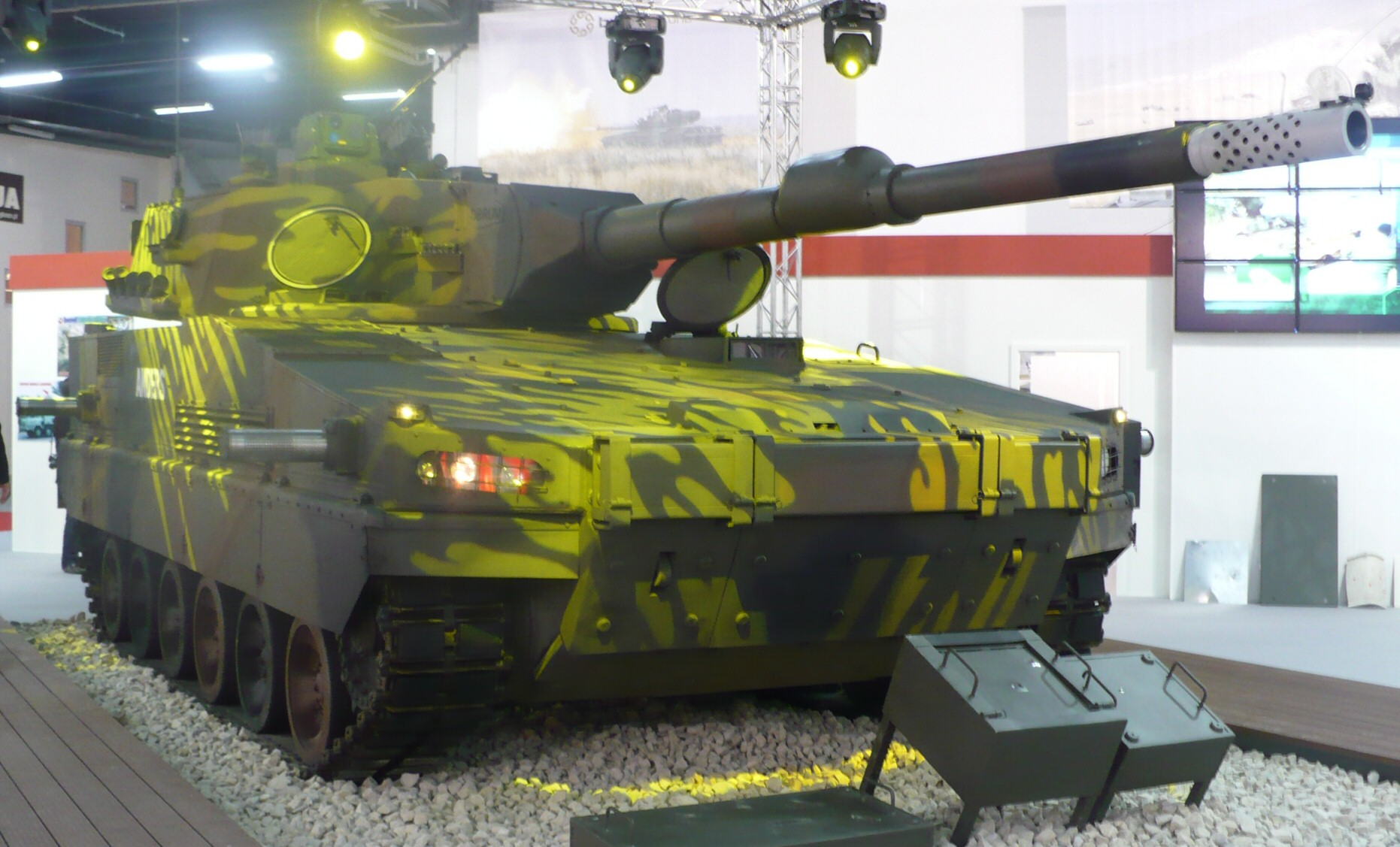
安装屏障的波兰轻型坦克WPB安德斯

- 乌克兰——2009年12月4日，屏障主动防御系统被乌克兰武装部队接受。[14][15]
- 波蘭——波兰轻型坦克WPB安德斯和装甲运兵车KTO狼獾（芬兰帕特里亚AMV的许可生产型号）均安装了屏障主动防御系统，交付已完成。[16][10]
- 土耳其——2018年11月，有消息称土方计划于2018年底前在首批40辆萨布拉坦克上安装Pulat（屏障）主动防御系统。[7][12][17]

## 引文
1. ↑  Steven J. Zaloga（英语：Steven J. Zaloga）. . 第1版. 鱼鹰出版. 2011: 42  [2024-10-13]. ISBN 9781846038655. （原始内容存档于2025-01-26）.
2. ↑  Steven J. Zaloga（英语：Steven J. Zaloga）. . 插图版. 布鲁姆斯伯里出版社. 2011: 42. ISBN 9781780961484.
3. ↑  . 2018-04-03  [2024-10-13]. （原始内容存档于2024-11-13） （乌克兰语）.
4. ↑  . Дзен. 2021-11-03  [2024-10-13] （俄语）.
5. 1 2 3   （俄语）.
6. 1 2  . Оборонно-промисловий кур'єр. 2018-05-02  [2018-05-16]. （原始内容存档于2018-05-16） （乌克兰语）.
7. 1 2 3  . Militarnyi. 2018-04-04  [2018-04-04]. （原始内容存档于2024-11-16） （乌克兰语）.
8. ↑  Анна Волошина. . Myrotvorets News.   [2018-05-16]. （原始内容存档于2023-09-29） （乌克兰语）.
9. ↑  . defence-ua.com.   [2018-05-15]. （原始内容存档于2024-11-27） （乌克兰语）.
10. 1 2 3 4  . Army Guide.   [2024-10-13]. （原始内容存档于2023-08-10） （英语）.
11. 1 2  . Army Guide.   [2024-10-13] （英语）.
12. 1 2  . Defense Express. 2018-11-07  [2024-10-13]. （原始内容存档于2024-11-27） （乌克兰语）.
13. ↑  Tamir Eshel. . 防务更新（英语：Defense Update）. 2018-03-07  [2022-02-11]. （原始内容存档于2022-02-11） （英语）.
14. ↑   (PDF). Ukrainian Defense Review. №.1 (January - February). 2015: 32-35  [2024-10-13]. （原始内容存档 (PDF)于2024-11-27） （英语）.
15. ↑  . Ukrainian Defense Review. №.1 (January - February). 2015: 32-35  [2024-10-13]. （原始内容存档于2024-08-02） （英语）.
16. ↑  . 2013-03-25  [2024-10-13]. （原始内容存档于2025-02-22） （俄语）.
17. ↑  . nevskii-bastion.ru.   [2024-10-13]. （原始内容存档于2025-01-25） （俄语）.